# 2010年のサッカー日本代表
ここでは2010年におけるサッカー日本代表（A代表）の試合結果などについて記載する。
2009年-2010年-2011年

## 概要
岡田武史監督の下、AFCアジアカップ2011予選、東アジアサッカー選手権2010などを戦い、2010 FIFAワールドカップでは決勝トーナメント進出を果たし、最終順位は9位だった。岡田武史の退任後はアルベルト・ザッケローニが監督に就任し（2試合は原博実が代行）、親善試合を経て2011年開催のAFCアジアカップ2011、コパ・アメリカ2011に臨むことになる。
なお、ロンドンオリンピック出場を目指すU-21代表では、関塚隆がA代表コーチとの兼任で監督に就任。11月の広州アジア大会で優勝した（アジア大会初優勝）。

## 記録
| 競技大会                   | 試合 | 勝利 | 引分 | 敗戦 | 得点 | 失点 |
| -------------------------- | ---- | ---- | ---- | ---- | ---- | ---- |
| AFCアジアカップ2011 (予選) | 2    | 2    | 0    | 0    | 5    | 2    |
| 国際親善                   | 9    | 3    | 2    | 4    | 5    | 10   |
| 東アジアサッカー選手権2010 | 3    | 1    | 1    | 1    | 4    | 3    |
| 2010 FIFAワールドカップ    | 4    | 2    | 1    | 1    | 4    | 2    |
| 合計                       | 18   | 8    | 4    | 6    | 18   | 17   |

## 得点者
| 選手名             | 得点 |
| ------------------ | ---- |
| 本田圭佑           | 3    |
| 岡崎慎司           | 3    |
| 平山相太           | 3    |
| 遠藤保仁           | 2    |
| 田中マルクス闘莉王 | 2    |
| 森本貴幸           | 2    |
| 玉田圭司           | 2    |
| 香川真司           | 1    |

## ユニフォーム
| 日本 第一 · ユニフォーム | 日本 第二 · ユニフォーム |

## 日程
勝利
      引分
      敗戦
AFCアジアカップ2011 (予選)
| 2010年1月6日 | イエメン                  | 2 - 3        | 日本                      | サナア                                                                          |  |
| 16:15 UTC+3  | アケル 13分 · アボド 39分 | (JFA Report) | 平山相太 42分, 55分, 80分 | 競技場: アリー・ムフセン・スタジアム 観客数: 10,000人 主審: Ali Hamad Albadwawi |  |

国際親善 （2010年キリンチャレンジカップ）
| 2010年2月2日     | 日本 | 0 - 0        | ベネズエラ | 大分                                               |  |
| 19:10 日本標準時 |      | (JFA Report) |            | 競技場: 九州石油ドーム 観客数: 27,009人 主審: 范崎 |  |

東アジアサッカー選手権2010
| 2010年2月6日     | 日本 | 0 - 0        | 中華人民共和国 | 東京                                                             |  |
| 19:15 日本標準時 |      | (JFA Report) |                | 競技場: 味の素スタジアム 観客数: 25,964人 主審: Strebre Delovski |  |

東アジアサッカー選手権2010
| 2010年2月11日    | 日本                                          | 3 - 0        | 香港 | 東京                                           |  |
| 19:15 日本標準時 | 玉田圭司 41分, 82分 · 田中マルクス闘莉王 65分 | (JFA Report) |      | 競技場: 国立競技場 観客数: 16,368人 主審: 趙亮 |  |

東アジアサッカー選手権2010
| 2010年2月14日    | 日本               | 1 - 3        | 韓国                                         | 東京                                                       |  |
| 19:15 日本標準時 | 遠藤保仁 24分 (PK) | (JFA Report) | 李東国 33分 (PK) · 李昇烈 39分 · 金在成 71分 | 競技場: 国立競技場 観客数: 42,951人 主審: Strebre Delovski |  |

AFCアジアカップ2011 (予選)
| 2010年3月3日     | 日本                            | 2 - 0        | バーレーン | 豊田                                                             |  |
| 19:00 日本標準時 | 岡崎慎司 36分 · 本田圭佑 90+2分 | (JFA Report) |            | 競技場: 豊田スタジアム 観客数: 38,042人 主審: Abdul Malik Bashir |  |

国際親善 （2010年キリンチャレンジカップ）
| 2010年4月7日     | 日本 | 0 - 3        | セルビア                                 | 大阪                                                          |  |
| 19:20 日本標準時 |      | (JFA Report) | ムルジャ (en) 15分, 23分 · トミッチ 60分 | 競技場: 長居スタジアム 観客数: 46,270人 主審: Myung Yong Choi |  |

国際親善 （2010年キリンチャレンジカップ）
| 2010年5月24日    | 日本 | 0 - 2        | 韓国                            | さいたま, 日本                                                   |  |
| 19:20 日本標準時 |      | (JFA Report) | 朴智星 6分 · 朴主永 90+1分 (PK) | 競技場: 埼玉スタジアム2002 観客数: 57,873人 主審: Stuart Attwell |  |

国際親善
| 2010年5月30日 | 日本                                            | 1 - 2        | イングランド                                              | グラーツ                                               |  |
| 14:15 UTC+2   | 田中マルクス闘莉王 7分 · （中澤佑二） 83分 (OG) | (JFA Report) | （田中マルクス闘莉王） 72分 (OG) · （中澤佑二） 83分 (OG) | 競技場: UPCアレーナ 観客数: 15,326人 主審: Rene Eisner |  |

国際親善
| 2010年6月4日 | 日本 | 0 - 2        | コートジボワール                                   | シオン                                                                      |  |
| 12:20 UTC+2  |      | (JFA Report) | （田中マルクス闘莉王） 13分 (OG) · K.トゥーレ 80分 | 競技場: スタッド・ドゥ・トゥールビヨン 観客数: 4,919人 主審: Stephan Studer |  |

2010 FIFAワールドカップ グループE
| 2010年6月14日 | 日本          | 1 - 0         | カメルーン | ブルームフォンテーン                                                               |  |
| 16:00 UTC+2   | 本田圭佑 39分 | (FIFA Report) |            | 競技場: フリーステイト・スタジアム 観客数: 30,620人 主審: オレガリオ・ベンケレンサ |  |

2010 FIFAワールドカップ グループE
| 2010年6月19日 | オランダ        | 1 - 0         | 日本 | ダーバン                                                                         |  |
| 13:30 UTC+2   | スナイデル 53分 | (FIFA Report) |      | 競技場: モーゼス・マヒダ・スタジアム 観客数: 62,010人 主審: エクトル・バルダッシ |  |

2010 FIFAワールドカップ グループE
| 2010年6月24日 | デンマーク    | 1 - 3         | 日本                                          | ルステンブルク                                                                       |  |
| 20:30 UTC+2   | トマソン 81分 | (FIFA Report) | 本田圭佑 17分 · 遠藤保仁 30分 · 岡崎慎司 87分 | 競技場: ロイヤル・バフォケン・スタジアム 観客数: 27,967人 主審: ジェローム・デイモン |  |

2010 FIFAワールドカップ 決勝トーナメント
| 2010年6月29日                                  | パラグアイ | 0 - 0 (5 - 3 PK戦)                  | 日本 | プレトリア                                                                                     |  |
| 16:00 UTC+2                                    |            | (FIFA Report)                       |      | 競技場: ロフタス・ヴァースフェルド・スタジアム 観客数: 36,742人 主審: フランク・デ・ブレーケレ |  |
|                                                |            | PK戦                                |      |                                                                                                |  |
| バレット バリオス リベーロス バルデス カルドソ |            | 遠藤保仁 長谷部誠 駒野友一 本田圭佑 |      |                                                                                                |  |

国際親善 （2010年キリンチャレンジカップ）
| 2010年9月4日     | 日本          | 1 - 0 | パラグアイ | 横浜                                                             |  |
| 19:20 日本標準時 | 香川真司 64分 |       |            | 競技場: 日産スタジアム 観客数: 65,157人 主審: マルコ・ロドリゲス |  |

国際親善 （2010年キリンチャレンジカップ）
| 2010年9月7日     | 日本                | 2 - 1 | グアテマラ              | 大阪                                                                     |  |
| 19:45 日本標準時 | 森本貴幸 12分, 20分 |       | マリオ・ロドリゲス 22分 | 競技場: 長居スタジアム 観客数: 44,541人 主審: ベニート・アルチュンディア |  |

国際親善 （2010年キリンチャレンジカップ）
| 2010年10月8日    | 日本          | 1 - 0 | アルゼンチン | さいたま                                                       |  |
| 19:50 日本標準時 | 岡崎慎司 19分 |       |              | 競技場: 埼玉スタジアム2002 観客数: 57,735人 主審: パベル・ギル |  |

国際親善
| 2010年10月12日 | 韓国 | 0 - 0 | 日本 | ソウル                             |  |
| 20:00 UTC+9    |      |       |      | 競技場: ソウルワールドカップ競技場 |  |

## 主なフォーメーション
| 東アジア選手権 韓国戦（2/14）                                |
| 楢﨑 内田 中澤 闘莉王 長友 稲本 遠藤 中村憲 大久保 岡崎 玉田 |

| キリンチャレンジカップ バーレーン戦（3/3）                   |
| 楢﨑 内田 中澤 闘莉王 長友 長谷部 遠藤 中村俊 本田 松井 岡崎 |

| キリンチャレンジカップ 韓国戦（5/24）                        |
| 楢﨑 長友 中澤 阿部 今野 長谷部 遠藤 中村俊 本田 大久保 岡崎 |

| 親善試合 イングランド戦（5/30）                              |
| 川島 今野 中澤 闘莉王 長友 阿部 本田 長谷部 遠藤 大久保 岡崎 |

| ワールドカップ カメルーン戦（6/14）                          |
| 川島 駒野 中澤 闘莉王 長友 阿部 松井 長谷部 遠藤 大久保 本田 |

| キリンチャレンジカップ パラグアイ戦（9/4）               |
| 川島 内田 栗原 中澤 長友 細貝 中村憲 松井 本田 香川 森本 |

| キリンチャレンジカップ アルゼンチン戦（10/8）            |
| 川島 内田 今野 栗原 長友 長谷部 遠藤 岡崎 本田 香川 森本 |